# Cophixalus montanus
Cophixalus montanus és una espècie de granota que viu a Indonèsia.